# Bora Ale
Der Bora Ale ist ein Vulkanmassiv in Äthiopien, das sich mitten im Erta-Ale Bereich befindet.
Junge Ketten von Kegeln befinden sich auf einer Kurve südwestlich des Vulkans, auf der sich auch ein embryonaler Schildvulkan befindet, und auf konzentrischen Halbkreisen. Der Gipfel des Vulkanmassivs ist der größte im Erta-Ale-Bereich. Die produzierte viskose Blocklava fließt bis zu 5 Kilometer in die Umgebung des Gipfels. Die ersten Aktivitäten des Vulkanmassivs erzeugten Blocklava im Meer, die heute von einem Riff bedeckt ist.
In einem Radius von 30 km um den Vulkan leben 11.328 Menschen.